# Burmerange
Burmerange (lb. Biermereng, Boermereng; niem. Bürmeringen) – wieś (Uertschaft) w południowo-wschodnim Luksemburgu, w kantonie Remich, w gminie Schengen. Do 3 października 2015 miejscowość leżała w dystrykcie Grevenmacher, a do 31 grudnia 2011 była samodzielną gminą. Liczy 3053 mieszkańców (31 grudnia 2022).